# Anna Skarbek
Anna Skarbek (née en 1976) est une femme d'affaires australienne et ancienne banquière d'affaires. En 2009, elle devient directrice exécutive de ClimateWorks Australia, un groupe à but non lucratif qui développe des projets de réduction des émissions de carbone. Sous sa direction, la société reçoit un prix Eureka en 2010 pour avoir développé un "plan de croissance à faible émission de carbone" avec des applications pour les entreprises. 

## Parcours
Elle étudie le droit et le commerce à l'Université Monash avant d'occuper un poste dans l'équipe des ressources naturelles de la Macquarie Bank, avec une spécialité sur les transactions de charbon. En 2002, elle devient conseillère en changement climatique auprès du vice-premier ministre victorien, John Thwaites. De 2007 à 2009, elle travaille comme gestionnaire d'investissement chez Climate Change Capital à Londres. Elle siège au groupe d'experts sur les faibles émissions de carbone du gouvernement d'Australie-Méridionale avec l'ancien politicien du parti libéral John Hewson et le professeur de l'Université nationale australienne Frank Jotzo.

## Énergie
Elle déclare que pour que les pays parviennent à ce qu'elle appelle une "décarbonisation profonde" d'ici 2050, des améliorations sont nécessaires dans les domaines suivants : stockage d'énergie avancé, technologie de capture et de stockage du carbone fiable et abordable, technologie des énergies renouvelables, bâtiments et appareils à haute performance, véhicules à zéro émission et substituts aux combustibles fossiles pour le transport maritime et aérien.
Elle est co-autrice du rapport Pathways to deep decarbonization 2014, publié par le Sustainable Development Solutions Network (SDSN) et l'Institut du développement durable et des relations internationales (IDDRI).
En septembre 2015, elle est le deuxième témoin à comparaître devant la commission royale d'Australie du Sud sur le cycle du combustible nucléaire.